# (14990) Zermelo
(14990) Zermelo est un astéroïde de la ceinture principale.

## Description
(14990) Zermelo est un astéroïde de la ceinture principale. Il fut découvert le 31 octobre 1997 à Prescott (Arizona) par Paul G. Comba. Il présente une orbite caractérisée par un demi-grand axe de 2,97 UA, une excentricité de 0,08 et une inclinaison de 1,5° par rapport à l'écliptique.

## Compléments